# Lita Claver
Emilia Giménez, conocida artísticamente como Lita Claver o "La Maña" (Zaragoza, 25 de febrero de 1945), es una artista de variedades española.

## Carrera artística
Emilia Giménez fue la menor de los dieciséis hermanos nacidos en una familia gitana pobre en el barrio de Tenerías, en Zaragoza. Su carrera artística comenzó en los bares de la ciudad, donde bailaba flamenco para poder comer. A los 5 años pasaba el plato en el bar Pandereta y Ventura de la calle Miguel de Ara, en Zaragoza. A los ocho años participó en un concurso de talentos de Radio Zaragoza, entrando poco después a formar parte de la compañía de artistas de Lázaro Esteso, con la que realizó giras por Aragón y las localidades cercanas; allí aprendió a leer y escribir.  A los 15 años ya debutó en la sala Oasis de Zaragoza, donde poco a poco fue ganando importancia, convirtiéndose en un éxito.
Se trasladó a Barcelona, donde fue segunda vedette en el Teatro Victoria del Paralelo. Allí se le dio el sobrenombre de «La Maña» o «La Mañica», ya que solía exagerar su acento aragonés en el espectáculo, que tenía mucho éxito entre los emigrados aragoneses en la ciudad. En 1967 pasó al teatro El Molino, también en el Paralelo, donde pasó de ser chica del coro a convertirse en una gran estrella. En 1982 se trasladó a Madrid, al Teatro Muñoz Seca. El 14 de septiembre de 1985 pasó a trabajar en el teatro Arnau con el espectáculo «Estamos en el Arnau». Allí ya realizaba sus propios espectáculos, como «Con Maña y a lo loco», «Qué Maña tiene el Arnau» o «Más fresca que nunca». En 1992 pasó a ser accionista mayoritaria del Arnau, junto con su marido, Rafael García. Dejó de actuar con continuidad en 2006 a causa de la decadencia del género de las variedades en el Paralelo de Barcelona, falto de todo tipo de ayudas del ayuntamiento o de la autonomía. Sin embargo, su carrera artística prosiguió, actuando en galas esporádicas, sobre todo en temporada estival, y en la compañía de revistas de Luis Pardos. Su retirada definitiva fue en diciembre-enero de 2017-2018, con un espectáculo junto a Fernando Esteso en el Teatro Apolo barcelonés. Su última función fue el domingo 14 de enero de 2018.
Lita Claver también ha actuado en innumerables películas y series de televisión. Entre sus películas se pueden destacar El pobrecito Draculín (Juan Fortún, 1976), La gran quiniela (Joaquín Coll Espona, 1984), Semos peligrosos (uséase Makinavaja 2) (Carlos Suárez, 1992), Pintadas (Juan Estelrich, Jr., 1996) y El gran Vázquez (Óscar Aibar, 2010). Entre las obras de teatro dramático se puede destacar La tuerta suerte de Perico Galápago de Jorge Márquez, en el Teatro Internacional de Cuba.
Lita Claver fue pregonera en las Fiestas del Pilar en el año 2007.

## Filmografía

### RTVE
°Artista en Capítulo "El crimen de la calle Fuencarral" (1985 - La huella del crimen). 
- Cachitos Especial Nochevieja (2023)

## Premios
- Premio Arc de music-hall y variedades
- Premio Sebastià Gasch como mejor Artista de Music Hall (1987) de manos del Fomento de las Artes Decorativas de Barcelona.[6]